# Chlovy
Chlovy (německy Chlow) je malá vesnice, část obce Onšov v okrese Pelhřimov. Nachází se asi 2 km na sever od Onšova. V roce 2009 zde bylo evidováno 17 adres. V roce 2001 zde trvale žilo 15 obyvatel. Žije zde 12 obyvatel.
Chlovy je také název katastrálního území o rozloze 2,89 km2.
Obec byla zmíněna ve zprávách TV Nova dne 7. 5. 2013 v souvislosti s odhalením velké utajené varně drog v jednom z domů v obci.